# 日本の陶磁器産地一覧
日本の陶磁器産地一覧（にほんのとうじきさんちいちらん）は全国都道府県順に至る焼き物産地を網羅したリストである（太字は経済産業大臣指定伝統的工芸品）。

## 北海道
- 北の嵐山
- 小樽焼
- こぶ志焼
- 札幌焼

## 東北地方

### 青森県
- 津軽焼
- 八戸焼

### 岩手県
- 小久慈焼
- 鍛冶丁焼
- 台焼
- 藤沢焼

### 宮城県
- 堤焼
- 切込焼
- 台ヶ森焼

### 秋田県
- 楢岡焼
- 白岩焼

### 山形県
- 平清水焼
- 成島焼
- 新庄東山焼
- 上の畑焼
- 深山焼
- 碁点焼

### 福島県
- 大堀相馬焼
- 会津本郷焼
- 会津慶山焼
- 相馬駒焼
- 二本松萬古焼
- 田島萬古焼

## 関東地方

### 茨城県
- 笠間焼

### 栃木県
- 益子焼
- 小砂焼
- みかも焼（三毳焼）

### 群馬県
- 渋民焼
- 自性寺焼
- 月夜野焼

### 埼玉県
- 飯能焼

### 千葉県
- 大多喜焼

### 東京都
- 今戸焼

## 中部地方

### 新潟県
- 無名異焼
- 庵地焼
- 村松焼

### 富山県
- 越中瀬戸焼
- 小杉焼
- 三助焼
- 越中丸山焼（江戸〜明治期）

### 石川県
- 九谷焼
- 大樋焼
- 珠洲焼

### 福井県
- 越前焼
- 織田焼
- 氷坂焼

### 山梨県
- 能穴焼

### 長野県
- 高遠焼
- 松代焼
- 尾林焼
- 天竜峡焼

### 岐阜県
- 美濃焼
- 渋草焼
- 小糸焼
- 山田焼

### 静岡県
- 志戸呂焼
- 森山焼
- 賤機焼

### 愛知県
- 瀬戸焼
- 赤津焼
- 常滑焼
- 御深井焼
- 犬山焼
- 川名焼（英語版）
- 豊楽焼（英語版）

## 近畿地方

### 三重県
- 四日市萬古焼
- 伊賀焼
- 阿漕焼
- 御浜焼

### 滋賀県
- 信楽焼
- 湖南焼
- 膳所焼
- 下田焼
- 八田焼
- 湖東焼

### 京都府
- 京焼
- 清水焼
- 楽焼
- 朝日焼

### 大阪府
- 吉向焼
- 古曽部焼

### 兵庫県
- 丹波立杭焼
- 出石焼
- 明石焼
- 赤穂雲火焼
- 王地山焼
- 八鹿焼
- 珉平焼

### 奈良県
- 赤膚焼

### 和歌山県
- 瑞芝焼

## 中国地方

### 鳥取県
- 因久山焼
- 牛ノ戸焼
- 浦富焼
- 上神焼
- 法勝寺焼

### 島根県
- 石見焼
- 布志名焼
- 出西焼
- 袖師焼
- 母里焼
- 楽山焼
- 錦山焼
- 八幡焼
- 萬祥山焼
- 御代焼
- 温泉津焼（ただし、石見焼に含めることもある）
- 江津焼

### 岡山県
- 備前焼
- 虫明焼
- 酒津焼
- 羽島焼

### 広島県
- 宮島焼
- 姫谷焼

### 山口県
- 萩焼
- 堀越焼
- 末田焼
- 星里焼

## 四国地方

### 徳島県
- 大谷焼

### 香川県
- 理平焼
- 神懸焼
- 岡本焼

### 愛媛県
- 砥部焼
- 水月焼
- 楽山焼

### 高知県
- 内原野焼
- 尾戸焼
- 能茶山焼

## 九州地方

### 福岡県
- 小石原焼
- 上野焼
- 高取焼
- 蒲池焼
- 一の瀬焼
- 星野焼
- 二川焼

### 佐賀県（肥前陶磁器）
- 有田焼／伊万里焼
- 唐津焼
- 白石焼
- 肥前吉田焼
- 肥前尾崎焼
- 武雄古唐津焼（黒牟田焼／多々良焼／小田志焼）
- 志田焼

### 長崎県（肥前陶磁器）
- 三川内焼
- 波佐見焼
- 現川焼

### 熊本県
- 小代焼（小岱焼）
- 天草陶磁器（内田皿山焼／水の平焼／高浜焼／丸尾焼）
- 高田焼（八代焼）

### 大分県
- 小鹿田焼

### 宮崎県
- 都城焼
- 小松原焼

### 鹿児島県
- 薩摩焼
- 種子島焼

### 沖縄県
- 壺屋焼
- 琉球焼（英語版）